# 코비아나어
코비아나어는 기니비사우 최서북단 국경 일대에서 사용되는 니제르콩고어족의 한 언어이다. 이 언어 화자는 대부분 만디아크어도 쓸 수 있다. 또한 자기들 고유의 종교를 믿으며 오늘날까지 내려져 오고 있다. 이 언어를 사용하는 코비아나족은 기비비사우와 인접한 세네갈에서도 살고 있다.

## 다른 이름
코비아나어(Cobiana), 우보이어(Uboi), 부이어(Buy)